# Азербайджанська національна бібліотека
Азербайджанська національна бібліотека імені М. Ф. Ахундова (азерб. Azərbaycan Milli Kibabxanası) — найбільша бібліотека Азербайджану, одна з найбільших бібліотек на Кавказі.

## Історія
Відкриття бібліотеки відбулося 23 травня 1923 року.
1939 року бібліотеку було названо на честь великого мислителя, драматурга і видавця М. Ф. Ахундова.
З 2003 року бібліотека почала експлуатувати автоматизовану систему Управління. Для цього використана програма VTLS-Virtua.
Разом з роботою зі створення електронного каталогу Національної бібліотеки було розпочато створення електронної версії книг, що зберігаються у фондах бібліотеки.
2005 року кабінет міністрів Азербайджану присвоїв бібліотеці статус «Національна бібліотека».
2005 року на основі отриманих обов'язкових примірників від видавництв і поліграфічних підприємств, бібліотека випустила щорічник « Книги Азербайджану» за 1990, 1991, 2000, 2001 роки.
2005 року бібліотека стала членом міжнародної організації "Європейський Конфранс Національних Бібліотек ".
Зараз національна бібліотека має 25 відділів і 26 секторів.

## Фонди
У фонді бібліотеки зберігаються 4 млн. 513 тис. видавничих матеріалів. У бібліотеці зібрано та збережено національні видання, твори азербайджанських та закордонних авторів та література про Азербайджан, видана за кордоном.
На 1 січня 2005 року фонд бібліотеки становив 4 513 244 друкованих видань 40 мовами, з них:
- книги — 2 391 162
- документи — 2 122 082

Тут зберігається також Архів Азербайджанської літератури — 7000 книг в одному примірнику, 39 найменувань газет з 1875—1928 роки, 465 найменувань журналів з 1906 року, 716 екземплярів наукових праць, 857 одиниць книг-мікрофільмів і 852 одиниці газетно-журнальних мікрофільмів.
З 2005 року розпочато роботу з переведення в електронний формат.
Крім цього у фонді бібліотеки зібрано 121 000 нотних видань, а також 200 000 нот, 30 000 звукозаписів (грамплатівки), 4 000 рукописів нот і п'єс, 10 000 книг з музики.
В бібліотеці зберігаються архівний фонд національних звукозаписів і нот.
З 1981 року в бібліотеці функціонує фонд " Рукописів Азербайджанських композиторів ".